# Castello marchesale (Palazzo San Gervasio)
Il Castello marchesale o Palatium Regium è un edificio fortificato di Palazzo San Gervasio, in provincia di Potenza, in Basilicata.
Risale all'epoca normanna, mentre il suo riattamento fu quasi certamente fatto eseguire su progetto dell'imperatore Federico II.

## Storia
La sua costruzione, come palatium regium, risale al 1050 circa; esso aveva prima forma quadrata, che è la forma tipica degli edifici militari normanni, con due torrioni ai lati a pianta quadrata che sono poi andati distrutti. Vi erano anche quattro bifore e una trifora centrali simili a una loggia, che poi vennero murate; in seguito il primitivo disegno architettonico fu completamente modificato.
Il castello fu prima destinato a residenza di campagna dei principi normanni e come luogo di caccia e di svago degli Svevi (domus solatiorum); in seguito fu usato come posto di vedetta e di difesa del territorio ricco di boschi e di pascoli contro i Saraceni che scorrazzavano ancora nella vicina Puglia o contro i Bizantini che combattevano contro i Normanni, i quali volevano a qualsiasi costo soppiantarli, come attestano i cronisti coevi.
Intorno e vicino all'ostello vennero costruite poi delle casette per il personale dipendente, le quali cominciarono a formare quel rione che si chiamò poi Santo Spirito e che aveva al suo centro una chiesetta, non più esistente sin dalla fine del Cinquecento, costruita probabilmente da devoti lombardi, al servizio dei Normanni (altrimenti non si riuscirebbe a spiegare l'intitolazione della chiesa, nel sud d'Italia, a martiri cristiani del nord) dedicata e intitolata ad uno dei santi martiri del cristianesimo: Gervasio fratello gemello di Protasio, di cui si parla in due bolle pontificie di Pasquale II (1099-1118): datata, dal Laterano, la prima, 22 maggio 1103, in cui si accenna all'esistenza di detta chiesa: «Ecclesiam Sanctorum martyrum Gervasii et Protasii in Bandusino fonte apud Venusiam»; la seconda, datata da Albano il 16 giugno 1106, in cui si pone la stessa alle dipendenze dell'arcivescovo di Acerenza.
L'imperatore Federico II fece riattare il castello che gli doveva servire prima come luogo di caccia, che era il suo hobby preferito, e dopo come posto, grazie ai ricchi pascoli, per l'allevamento dei cavalli murgesi, allora molto richiesti, e dei cavalli arabi che Federico II preferiva. In queste scuderie venivano anche selezionati, a cura di un magister aratiarum, gli stalloni che facevano spicco durante i fastosi cortei imperiali.
Ma il castello fu più frequentato e divenne molto più celebre al tempo di re Manfredi (1232-1266), figlio naturale di Federico II e di Bianca, il quale, dopo la vittoria conseguita durante la battaglia di Foggia, nell'estate del 1255, vi soggiornò a lungo.
Infatti il principe, ancora ventitreenne, in quel castello, dopo la suddetta vittoria sull'esercito pontificio comandato dal cardinale di Santa Maria in Via Lata, Ottaviano degli Ubaldini, legato del papa Alessandro IV (1254-1261) e considerato a torto dall'opinione pubblica del tempo come il traditore della causa guelfa per aver stipulato, dopo la sconfitta di Foggia, un trattato con Manfredi in cui egli assecondava i disegni del principe a discapito della causa pontificia (la logica delle cose vuole, però, che chi perde deve sottostare alle proposte del vincitore, pena la ripresa delle ostilità che il Cardinale in quel momento non era in grado, in nessun modo, di affrontare), si ritirò con il suo seguito per ristorarsi dalle fatiche della guerra. Il luogo, d'altronde, era ameno per la salubrità dell'aria e per la copiosità delle acque limpide e salutari e venationibus delectabilem — secondo quanto scrive il cronista Jamsilla, ma, tra i sollazzi della caccia al cinghiale, al cervo e al daino e i refrigeri del bosco vicino, il giovane principe, aliquantum aegrotavit, si ammalò molto probabilmente di broncopolmonite tanto che fu prossimo alla morte.